# Rieden (Gommiswald)
Rieden (toponimo tedesco) è una frazione di 929 abitanti del comune svizzero di Gommiswald, nel Canton San Gallo (distretto di See-Gaster).

## Geografia fisica
Rieden sorge su un terrazzo presso la pianura della Linth, dal quale la vista arriva al lago di Zurigo. Presso Rieden sorgono i monti Kohlwald, Nüzimmer, Oberhau, Oberhowald, Regelstein, Stock, Tanzboden, Unterhowald e Wielesch.

## Storia

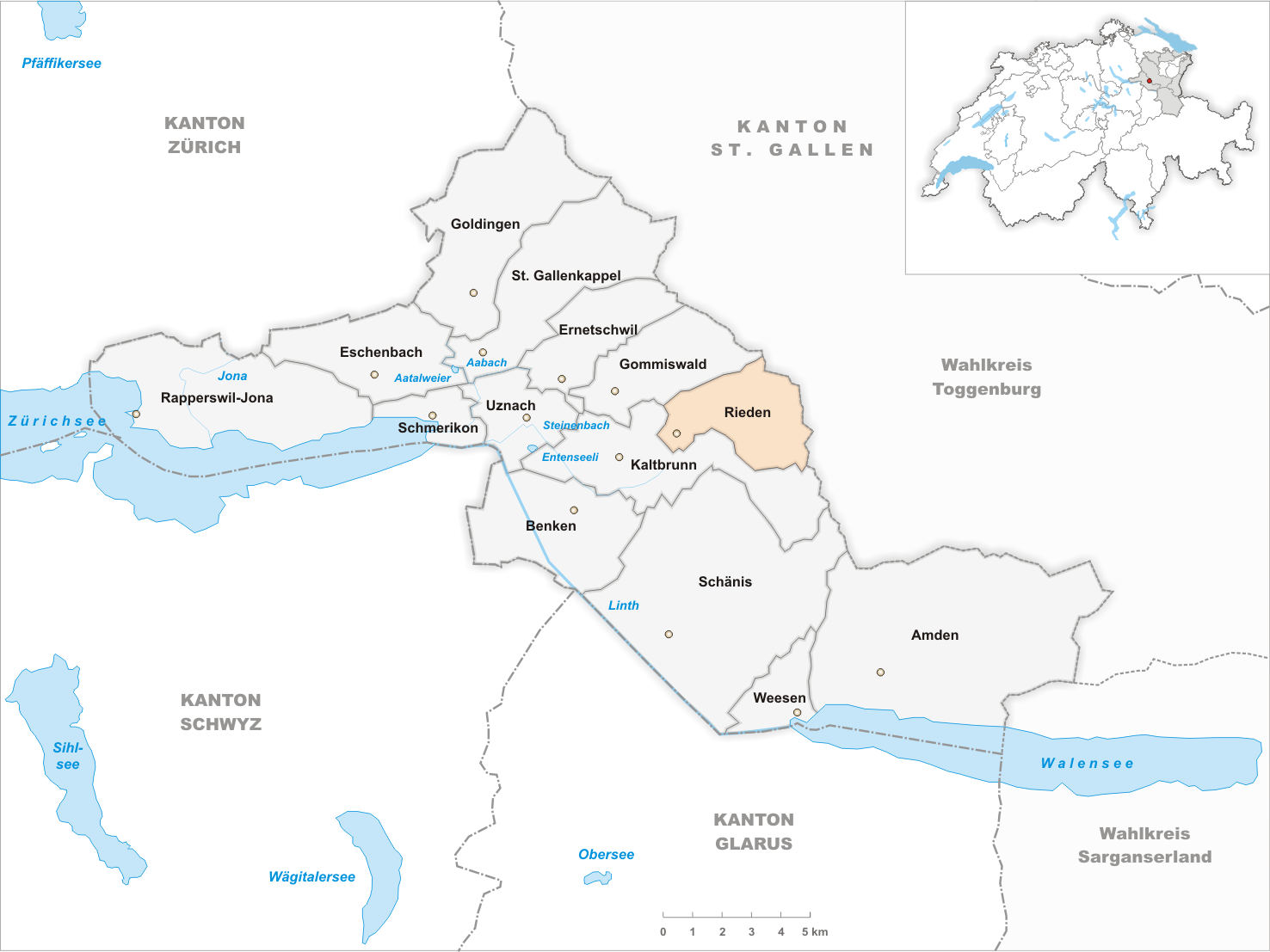
Il territorio del comune di Rieden prima degli accorpamenti comunali del 2013

I primi documenti sul paese risalgono al 1045, quando era chiamato Rieta; il nome di Rieden è attestato in un documento del 1469. Fino al 1762 Rieden dipese dalla parrocchia di Benken.
Durante la Repubblica Elvetica, tra il 1798 e il 1803, fece parte del Canton Linth; in seguito fu accorpato al vicino comune di Kaltbrunn, per poi tornare indipendente il 24 giugno 1825 ed essere quindi annesso al nuovo Canton San Gallo. Rimase un comune autonomo, che si estendeva per 11,42 km², fino al 31 dicembre 2012; il 1º gennaio 2013 è stato accorpato al comune di Gommiswald assieme all'altro comune soppresso di Ernetschwil.

### Simboli
Lo stemma d'argento raffigura san Magno aureolato di rosso, vestito con mantello nero, tenente nella mano il bastone pastorale di nero, e la mano sinistra alzata.

## Monumenti e luoghi d'interesse
- Chiesa parrocchiale cattolica di san Magno, eretta nel 1769-1770 in stile barocco in luogo di una cappella eretta nel 1707[1].

## Società

### Evoluzione demografica
L'evoluzione demografica è riportata nella seguente tabella:
Abitanti censiti

## Economia
L'economia locale si basa prevalentemente sul settore primario (allevamento) e sul pendolarismo in uscita verso Uznach e Rapperswil-Jona.